# 第五元先
第五元先（?—?），京兆人，曾任兖州刺史。
第五是一種複姓。第五元先其事蹟不详。僅知鄭玄曾經師從第五元先，《后汉书·郑玄列传》載：鄭玄“遂造太学受业，师事京兆第五元先，始通《京氏易》、《公羊春秋》、《三统历》、《九章算术》。”
一說第五元先應為“第五元”之誤，證據是唐代史承节《郑公祠碑》作“第五元”，並无“先”字。又《简庄缀文》卷三《元本后汉书跋》云：“今本《郑康成传》：‘师事京兆第五元’，是本‘元’下多‘先’字。”
一說“先”字可作“先生”。第五元先即第五元先生。
又一說，第五元先即是第五種，字兴先。官至兖州刺史。曾弹劾中常侍单超，时人稱：“清高正直，以第五种为第一。”